# Chlorida festiva
Chlorida festiva là một loài bọ cánh cứng trong họ Cerambycidae.